# Grzegorz III (papież)
Grzegorz III (ur. w Syrii, zm. 28 listopada 741) – święty Kościoła katolickiego, 90. papież w okresie od 18 marca 731 do 28 listopada 741.

## Życiorys
Z pochodzenia był Syryjczykiem. Tuż po pogrzebie poprzedniego papieża został wybrany przez aklamację, którą wyraził oklaskami rzymski lud. Był ostatnim papieżem zatwierdzonym przez bizantyńskiego egzarchę Rawenny. 1 listopada 731 zwołał w Rzymie synod, na którym potępił edykt cesarza Leona III z 730, wprowadzający ikonoklazm oraz ekskomunikował tych, którzy niszczyli święte obrazy. Wówczas cesarz, by wywrzeć nacisk na Grzegorza, wysłał flotę, która jednak zatonęła. Wobec tego, Leon III podporządkował patriarsze Konstantynopola Italię i Sycylię, które wcześniej podlegały Rzymowi.
Gdy w 733 roku Rawenna została zajęta przez Longobardów, papież przyczynił się do jej odzyskania przez egzarchę Eutychiusza. W 739 i 740 roku, zagrożony najazdem Longobardów zwrócił się o pomoc do Karola Młota, który jednak był zajęty wojną z Arabami, wdzierającymi się do Francji. W przyszłości zwrot ku Frankom okazał się krokiem owocnym politycznie, ponieważ wzmocnił on prestiż i wpływy Rzymu.
W czasie jego pontyfikatu, cesarz Leon III praktycznie skonfiskował majątki kościelne, nakładając niemożliwe do spłaty podatki na kościoły rzymskie. Dodatkowo patriarcha Konstantynopola nakazał tytułować się patriarchą „ekumenicznym”, co papież uznał za zdradę polityczną i kościelną.
Nadał paliusz arcybiskupowi Bonifacemu i mianował go legatem w Germanii. Utrzymywał też bliskie stosunki z Kościołem w Anglii – nadał paliusze: biskupowi Egbertowi z Yorku i arcybiskupowi Canterbury Tatwinowi, a tego ostatniego mianował także wikariuszem na całą Anglię. Był ostatnim nie-Europejczykiem na tronie Piotrowym aż do wyboru papieża Franciszka w 2013.
Jego święto liturgiczne jest obchodzone w Kościele katolickim 10 grudnia.